# Élise Larnicol
 (mars 2017).
Si vous disposez d'ouvrages ou d'articles de référence ou si vous connaissez des sites web de qualité traitant du thème abordé ici, merci de compléter l'article en donnant les références utiles à sa vérifiabilité et en les liant à la section « Notes et références ».
Élise Larnicol est une actrice et humoriste française, née le 11 avril 1968.
Elle est notamment connue en tant que membre de la troupe comique Les Robins des Bois.

## Biographie
Élise Larnicol est née à Cenon et a suivi de 1985 à 1988 la formation du conservatoire d'art dramatique de Toulouse, avant de se perfectionner au cours Florent jusqu'en 1991.
Elle débute avec la troupe Les Robins des Bois, d'abord au théâtre puis à la télévision. Sur Comédie dans La Grosse Émission puis sur Canal+ Nulle part ailleurs ou encore dans La Cape et l’Épée, diffusée entre 2000 et 2001.
L'aventure des Robins des bois se conclut en 2004 sur grand écran avec la comédie RRRrrrr!!! co-écrite et réalisée par Alain Chabat. Par la suite, chaque membre entame une carrière en solo.
La comédienne participe à quelques projets de ses anciens camarades : Casablanca Driver (2004), de Maurice Barthélemy, Essaye-moi (2006), de Pierre-François Martin-Laval ou encore  Les Ex (2017), de Maurice Barthélemy. Elle revient en 2010 dans la comédie Henry aux côtés de Kafka, aussi connu sous le nom de Francis Kuntz.
Elle joue dans d'autres comédies : 15 ans et demi (2008), de Thomas Sorriaux ; Lolo (2015), de Julie Delpy ou encore Taxi 5 (2018), de Franck Gastambide.
En décembre 2013, Élise Larnicol est présidente du 13e Festival Cinéma méditerranéen de Bruxelles.
Par ailleurs, elle revient régulièrement à la télévision, apparaissant dans des téléfilms ou encore, en 2016, puis en faisant partie du casting régulier de la série comique Commissariat Central , diffusée en 2016 par M6. Elle y donne la réplique à Waly Dia et Nadia Roz.
En 2019, elle rejoint la distribution principale de la série Sam, diffusée par TF1. La même année, elle intègre la série Scènes de ménages où elle tient le rôle de Madame Legault, la voisine d'un jeune couple, qui vient râler après eux le lendemain de leurs soirées lorsqu'elles tournent au tapage nocturne.
En 2024, elle incarne Mam dans Au fond du trou, un court-métrage réalisé sur l'Île de La Réunion par Lauren Ransan et Abel Vaccaro sur l'histoire vraie des Enfants de la Creuse. Elle y donne la réplique à Gustave Kervern et Ophélie Winter.

## Filmographie

### Cinéma

#### Longs métrages
- 1998 : Serial Lover de James Huth : la fiancée d'Hakim
- 1999 : Trafic d'influence de Dominique Farrugia : Françoise
- 2003 : Rien que du bonheur de Denis Parent : Françoise
- 2004 : RRRrrrr!!! d'Alain Chabat : Pierre, la femme du chef
- 2004 : Casablanca Driver de Maurice Barthélemy : Mme d'Orvier
- 2005 : Le Plus Beau Jour de ma vie de Julie Lipinski : Claire
- 2005 : Vive la vie de Yves Fajnberg : la secrétaire de Richard
- 2006 : Essaye-moi de Pierre-François Martin-Laval : femme du couple sur la route
- 2006 : Le Cactus de Gérard Bitton et Michel Munz : la chargée de programme
- 2008 : Fool Moon de Jérôme L'Hotsky : Gaëlle
- 2008 : 15 ans et demi de Thomas Sorriaux et François Desagnat : Sylvie
- 2010 : Henry de Kafka et Pascal Rémy : Christiane
- 2011 : Une pure affaire d'Alexandre Coffre : policière commissariat
- 2011 : Une folle envie de Bernard Jeanjean : Gwenaëlle
- 2015 : Lolo de Julie Delpy : Elisabeth
- 2015 : La Dream Team de Thomas Sorriaux : la patronne du bar
- 2017 : Les Ex de Maurice Barthélemy : Laurence Repp
- 2018 : Taxi 5 de Franck Gastambide : la Ministre de l'intérieur
- 2021 : Grand ciel de Noël Alpi : Colette
- 2023 : Sexygénaires de Robin Sykes : Fonctionnaire bureau retraites
- 2025 : God Save the Tuche de Jean-Paul Rouve : Camilla

#### Courts métrages
- 2006 : Jalouse (l’écriture et à la réalisation)[4]
- 2017 : Yan, tu m'entends : la psychologue
- 2024 : Au fond du trou, de Lauren Ransan et Abel Vaccaro : Mam[5]

### Télévision

#### Téléfilms
- 2006 : Bataille natale : Mme Lasage
- 2011 : I love Périgord de Charles Nemes : madame le maire
- 2015 : Une mère en trop de Thierry Petit : Hélène
- 2021 : Pour te retrouver de Bruno Garcia : Directrice d'école
- 2024 : Père Noël à domicile de Manu Joucla : Belle-mère d'Enzo

#### Séries
- 2000 : La Cape et l'Épée
- 2013 : Sophie & Sophie (série du Grand Journal de Canal+)
- 2013 : Boulevard du Palais (1 épisode)
- 2015 : Cherif (saison 2, épisode 7)
- 2016 : Commissariat Central
- 2017 : Ma pire angoisse : Mère de Jo (saison 2)
- 2019 : Sam (saison 3, épisodes 2, 4, 6 et 7)
- Depuis 2019 : Scènes de ménages : Madame Legault, voisine de Léo et Leslie
- 2021 : Escape de Stefan Carlod et Valentin Vincent : Agnès

## Théâtre
- 1997 : Robin des Bois, d'à peu près Alexandre Dumas, Théâtre de la Gaîté Montparnasse, Théâtre du Splendid
- 2020 : Les Vies de Swann de Marc Citti, mise en scène de l'auteur, Centre national de création d'Orléans